# 名南ふれあい病院
名南ふれあい病院（めいなんふれあいびょういん）は、医療法人社団名南会が愛知県名古屋市南区豊田に設置した病院。

## 概要
公益財団法人日本医療機能評価機構認定病院(病院評価結果は3rdG:Ver.1.1(3回目,2017年10月6日認定,2022年7月22日認定有効期限))。全日本民主医療機関連合会(民医連)に加盟している。

## 診療科
(この節の出典)
- 内科
- 呼吸器内科
- 小児科
- 外科
- 整形外科
- 放射線科
- リハビリテーション科

## 医療機関の認定
(この節の出典)
- 保険医療機関
- 高齢者の医療の確保に関する法律(昭和57年法律第80号)第7条第1項に規定する医療保険各法及び同法に基づく療養等の給付の対象とならない医療並びに公費負担医療を行わない医療機関
- 労災保険指定医療機関
- 指定自立支援医療機関（精神通院医療）
- 身体障害者福祉法指定医の配置されている医療機関
- 生活保護法指定医療機関
- 結核指定医療機関
- 指定小児慢性特定疾病医療機関
- 原子爆弾被害者一般疾病医療取扱医療機関
- 公害医療機関
- 特定疾患治療研究事業委託医療機関

## 交通アクセス
- JR東海道本線「笠寺駅」から
  - 名古屋市営バス南巡回（右回り）「三新通二丁目」停留所下車すぐ
- 名鉄名古屋本線・名鉄常滑線「神宮前駅」または名古屋市営地下鉄名城線「熱田神宮伝馬町駅」から
  - 名古屋市営バス神宮15系統「道徳本町六丁目」停留所下車徒歩6分
- 名鉄常滑線「道徳駅」より徒歩13分

## 関連施設
- 名南病院 - 名古屋市南区南陽通

## 周辺
- 忠道公園
- 平和堂ビバモール名古屋南店
- 山崎川